# アナと雪の女王 (ミュージカル)
『アナと雪の女王』（アナとゆきのじょおう、原題: Frozen）は、ウォルト・ディズニー・アニメーション・スタジオ製作による2013年公開の同名映画を原作としたミュージカル。オリジナル版の脚本はジェニファー・リー、作曲・作詞はクリステン・アンダーソン＝ロペスとロバート・ロペス。劇団四季版の日本語訳は高橋知伽江。
二人のプリンセス、エルサとアナの姉妹関係を中心にしている。エルサは物や人を凍らせる魔法の力を持っているが、それをコントロールする方法を知らない。女王に即位したエルサは誤って王国を永遠の冬にしてアナを殺してしまいそうになり逃亡する。エルサは犠牲を払い、真実の愛を示さねばならない。
ミュージカル版アナ雪はディズニー・シアトリカル・プロダクションズが制作を担当した。2017年8月にコロラド州デンバーのビューエル・シアターでトライアウトを行った。2018年3月からブロードウェイのセント・ジェームズ劇場で初上演したが、評価は賛否両論であった。しかし2020年3月11日、新型コロナの影響による興行禁止でディズニーはプレビュー公演26回、本公演825回上演ののち打ち切りとした。2019年11月、全米ツアー公演が開幕したが、2020年3月に中止となった。
海外では2020年7月にオーストラリア・シドニーのキャピトル・シアターや、2021年9月にロンドンのウエストエンドでも上演が開始され、2021年6月24日に日本の劇団四季がJR東日本四季劇場［春］でロングラン上演開幕した。現時点で2024年10月まで上演が決定している。

## 経緯
2014年1月、ウォルト・ディズニー・カンパニーのCEOボブ・アイガーはディズニー・シアトリカル・プロダクションズが『アナと雪の女王』の舞台化が初期段階にあり、ブロードウェイで上演を予定していることを発表した。具体的な開幕日は言及されなかった。アイガーは速度より品質を重視していた。映画版のプロデューサーの1人であるピーター・デル・ヴェッチョはのちに「とても時間がかかった」と繰り返した。2014年10月のインタビューにおいて、ディズニー・シアトリカル・グループの社長であるトーマス・シュマッカーは約1年前に映画が公開される前からミュージカル化の会議が行なわれていたことを明らかにした。シュマッカーは「すでに演出家たちと話をし、デザインのコンセプトもあり、これらの案を形づくり始めねばならなかった。急ぐ必要はなく、最高のものを作り上げなくてはならなかった」と語った
ディズニー・シアトリカルの最優先事項として、皆に愛され音楽に彩られた『アナと雪の女王』のような作品を所有していたら、私は大いに興味を持つでしょう。どのようにしたら夜に大人たちが楽しむことができる洗練された舞台作品となるのか。—トム・シュマッカー、2014年11月、Southern California Public Radioでのインタビュー
2015年2月、シュマッカーは映画版の作曲家たちが舞台版の制作も行ない、ジェニファー・リーが脚本を執筆すると発表したが、他の制作陣や日程は発表されなかった。2016年初頭までにディズニーは、2018年春にアレックス・ティンバーズが演出、ピーター・ダーリングが振付、スティーブン・オレマスが音楽監督でブロードウェイで開幕することを発表した。ディズニーは2017年8月にデンバー・センター・フォー・ザ・パフォーミング・アーツにてブロードウェイ上演前の試験興行を設定した。2016年4月、ベッツィー・ウルフがエルサ役に配役されたことが発表された。しかしディズニーは公式に配役された役はまだないと否定した。クリステン・アンダーソン＝ロペスはインタビューにて「映画版では7曲半しか作曲しなかったが、ミュージカル版では約23曲作曲した」と語った。2016年5月、ニューヨークにて2週間の初期段階の稽古が行なわれ、ウルフがエルサ役、パティ・ムリンがアナ役、オキリエッタ・オナドワンがクリストフ役、ジョージ・ヒルドレスがオラフ役となった。
2016年9月、ディズニーは新たな演出家マイケル・グランデイジを発表した。2018年春にブロードウェイのセント・ジェイムズ・シアターで開幕することが正式に決定した。ロブ・アシュフォードが振付で参加することとなった。振付師3名、装置デザイン2名、エルサ女優2名、演出家2名を抱え、総製作費は3千万ドルと報じられた。

## プロダクション

### デンバー(2017年)
2017年8月17日から10月1日、コロラド州デンバーにあるビュエル・シアターにてブロードウェイ公演前の試験興行が行なわれた。マイケル・グランデイジおよびロブ・アシュフォードが演出および振付を担当し、ケイシー・リーヴァイがエルサ役、パティ・ムリンがアナ役、ジェラニ・アラディンがクリストフ役、グレッグ・ヒルドレスがオラフ役、ジョン・リドルがハンス王子役となった。クリストファー・オラムが装置および衣装デザイン、ナターシャ・カッツが照明デザイン、マイケル・カリーがパペット・デザイン、スティーブン・オレマスが音楽監督を担当した。

### ブロードウェイ(2018年–2020年)

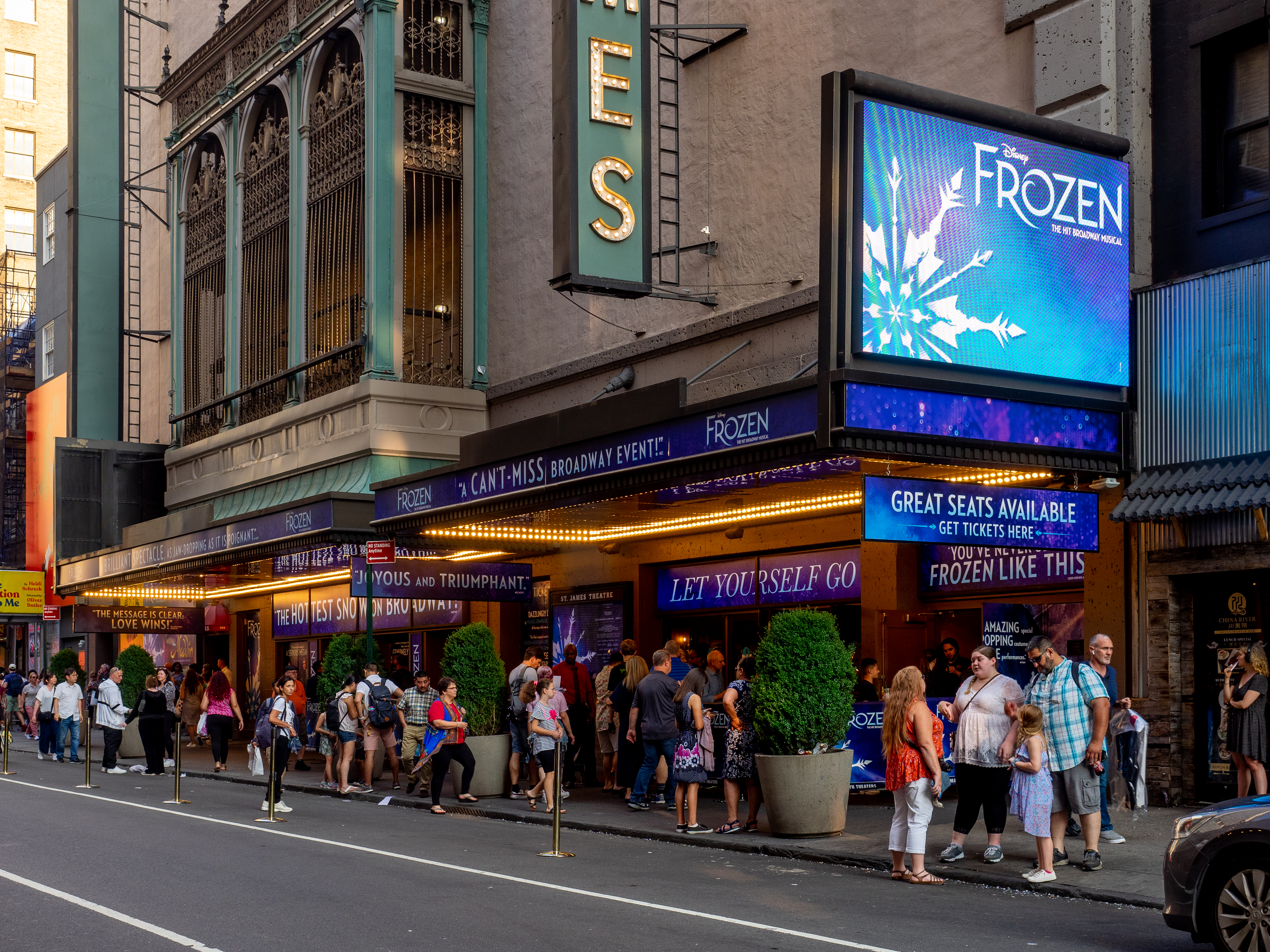
セント・ジェイムズ・シアターにて

ブロードウェイにあるセント・ジェイムズ・シアターにて、2018年2月22日よりプレビュー公演、2018年3月22日より本公演が開幕した。出演者およびスタッフはデンバー公演と同じである。試験興行とブロードウェイ開幕の間に、エルサとアナの心情を深く掘り下げ、観客の70%が子連れでない大人であったことからより大人向けになるように、作品の30%が改訂されたと報じられた。アンダーソン＝ロペスはエルサとアナの心の傷がどのように決断させるかを分析することが、物語を作る上での次のステップとなったと記した。エルサの魔法の照明効果などの舞台技術もさることながら、トナカイのスヴェン役の着ぐるみのバレエ・ダンサーが竹馬を持ちつま先で歩く演技は非常に大変で休演日が必要なため別のバレエ・ダンサーが更に雇われた。
セント・ジェイムズ・シアターにてプレビュー公演26回、本公演825回上演ののち、2020年3月11日にコロナウイルス感染症の蔓延の影響で上演中止となった。2020年5月14日、ディズニー・シアトリカル・プロダクションズはコロナ終息後もブロードウェイでは再開しないことを発表した。制作費は約3,500万ドルで130万人以上が観劇し、1億5千万ドルを上げ、予定の80%から90%を回収することができたが、同じくディズニーの『ライオン・キング』や『アラジン』ほどの売上ではなかった。そのためディズニーはコロナ終息後にディズニー・ミュージカルをブロードウェイで同時に3作品上演することを維持できないとして『アナと雪の女王』の閉幕を決めた。

### 全米ツアー公演(2019年–現在)
2019年11月10日、ブロードウェイ・プロダクションによる全米ツアー公演が、ニューヨーク州スケネクタディにあるプロクターズ・シアターにて開幕し、キャロライン・ボウマンがエルサ役、キャロライン・インナービクラーがアナ役を演じた。しかしコロナウイルス感染症の蔓延の影響で再度上演中止となった。2021年9月9日、ニューヨーク州バッファローのシアズ・パフォーミング・アーツ・センターで再び開幕した。

### オーストラリア(2020年–現在)
2020年12月1日、オーストラリアのシドニーにあるキャピトル・シアターにてプレビュー公演が開幕し、ジェマ・リックスがエルサ役、コートニー・モンスマがアナ役、マット・リーがオラフ役を演じた。ニュー・サウス・ウェールズでのコロナ蔓延により、2020年12月21日に上演中止となったが、12月26日に再開した。2021年5月23日に閉幕した。
2021年6月25日、メルボルンのハー・マジェスティ・シアターに移行して同じ出演者でプレビュー公演が開幕し、7月14日に本公演が開幕し、コロナ由来の休演も何度かありながら2022年1月26日に閉幕した。2022年2月10日、ブリスベンのクイーンズランド・パフォーミング・アーツ・センターに移行し、5月8日に閉幕した。2022年5月26日、アデレード・フェスティバル・センターで開幕し、8月25日、パースで開幕した。

### 東京(2021年–現在)
コロナ蔓延に伴う延期の後、2021年6月24日に東京のJR東日本四季劇場［春］にて劇団四季公演が開幕した。

### ウェスト・エンド(2021年–現在)
コロナ蔓延に伴う延期の後、2021年8月27日にロンドンのウェスト・エンドにあるシアター・ロイヤルにてプレビュー公演が開幕し、9月8日に本公演が開幕した。2023年3月までのチケットが販売されている。グランデイジが演出、アシュフォードが振付を担当し、サマンサ・バークスがエルサ役、ステファニー・マッキーンがアナ役を演じ、クリストファー・オラムが装置および衣装デザイン、ニール・オースティンが照明デザインを担当した。2022年のローレンス・オリヴィエ賞で新作ミュージカル作品賞、マッキーンのミュージカル女優賞を含む4部門のノミネートされた。

### ハンブルグ(2021年–現在)
2021年11月、ハンブルグのStage Theater an der Elbeにてドイツ公演が開幕し、Sabrina Weckerlinがエルサ役、セレステ・パイパーがアナ役を演じた。

## あらすじ

### 第1幕
コーラスがアレンデール王国のエルサ王女と陽気な妹のアナ王女を紹介する("Vuelie", "Let the Sun Shine On")。エルサの魔法について家族は知っているが、アレンデール王国の国民に対しては秘密にしている。ある夜、エルサは部屋に雪を降らせ、アナと共に魔法の雪だるまを作り、オラフと名付ける("A Little Bit of You")。はしゃぎすぎて、エルサは誤って氷の魔法でアナに怪我をさせる。両親であるアグナ―王とイデュナ女王はグランド・パビー率いるトロールたちに助けを求める。アナを治療し、アナのエルサの魔法の記憶を消す。エルサはグランド・パビーに魔法の力を消すように頼むが、自身の一部なのだからと断る。グランド・パビーがエルサに未来のビジョンを与えると、エルサは自分の魔法が死をもたらすと信じて怯える。アグナ―王はエルサとアナを城に閉じ込める。エルサの魔法の力は大きくなることを恐れ、アナがエルサと遊びたくてもエルサは相手にしなくなる("Do You Want to Build a Snowman?")。エルサとアナがまだ若いうちにアグナ―王とイデュナ女王はエルサの魔法の力を制御する方法を探す航海に出るが、嵐に遭い海上で亡くなる。
数年が経ち、エルサのアレンデール王国王女としての戴冠式の前日、アナはエルサに何かできることはないか尋ねる。部屋が氷で覆われ、エルサは再びアナを傷つけることを恐れてドアを開けることを拒否する。アナは城門が開くことを喜び("For the First Time in Forever")、ハンサムなハンス王子と出会う("Hans of the Southern Isles")。エルサはアナと仲直りしたいが、国民たちに魔法の力を知られて怖がられることを恐れる("Dangerous to Dream")。戴冠式は順調に進み、数年ぶりにアナと対峙しようとする。エルサもアナも戴冠式を楽しみ、アナがウェーゼルトン公爵に新女王となったアナとダンスするように語る。しかしアナに城門を開けておくように頼まれたエルサはその場を去る。アナはハンス王子と恋に落ち(とびら開けて)、すぐにハンス王子はアナにプロポーズし、アナが受け入れるとキスをする。エルサにも祝ってもらおうとするが、2人が知り合ってまだ1日であることからエルサは反対する。エルサがアナを拒否することを強く問いただされ、エルサは裁判所の前で誤って魔法の力を使ってしまう。ウェーゼルトン公爵はエルサをモンスターと呼ぶ。抑えてきた魔法の力がアレンデール王国を永遠の冬に飲み込んだことに気付かず、ノースマウンテンに逃げる。
アナはエルサを探しに行き、その間アレンデール王国をハンス王子に任せる。山登りに適さない戴冠式のドレスのままのアナが、山の上で氷採掘者のクリストフとトナカイのスヴェンを見つける("Reindeer(s) Are Better Than People")。嵐の中、アナはクリストフにノースマウンテンに連れて行ってくれるよう頼む。クリストフはアナに冬服を与え、アナはドレスを置いていく。アナの急な婚約の話を聞き、クリストフとアナは橋を渡りながら愛について意見をぶつけ合い("What Do You Know About Love")、橋から落ちそうになったクリストフをアナが助ける。アナとクリストフは新しく作られたオラフと出会い、オラフはエルサのもとへ連れていくとして夏への愛を歌う("In Summer")。アナのドレスを持った兵士がアレンデール王国に到着し、ハンス王子はアナの身の安全を心配する。ハンス王子は捜索隊を結成し("Hans of the Southern Isles" (reprise))、アナを女王にしようとするウェーゼルトン公爵とその部下2名も参加する。ノースマウンテンではエルサが魔法の力で氷の城を建て、戴冠式のドレスを輝く氷のドレスに作り替える(レット・イット・ゴー)。

### 第2幕
アナ、クリストフ、オラフが交易所兼サウナに到着し、オーナーのワンダリング・オーケンと出会う("Hygge")。アナは他の客たちと共にサウナを楽しむ。クリストフはオーケンと客たちに支援を請い、オーケンは食料やアナ用の冬のドレスを与える。
氷の城に到着してアナはエルサと再会するが、アレンデール王国の様子を伝えるとエルサは憤り苛立ち、アレンデール王国を元に戻すことはできないと語り、誤ってアナの心臓を凍らせる("I Can't Lose You")。これ以上アナを傷つけることを恐れ、エルサはアナ、クリストフ、スヴェン、オラフを城から追い出す。アナの髪が白くなっていき、クリストフはアナを家族同然のトロールの元に連れていくと、トロールはアナが王女であることに気付き、アナがハンス王子と婚約中と語ったにも関わらず、クリストフとくっつけようとする("Fixer Upper")。グランド・パビーがアナの心臓の魔法の氷を取り除こうとするがうまくいかず、クリストフはアナに恋していることに気付く("Kristoff Lullaby")。グランド・パビーは魔力を除くために「真実の愛」がないとアナは完全に凍ってしまうと語る。クリストフはハンス王子がアナに「真実の愛」のキスをしてくれるよう、無私無欲でアナをアレンデール王国に帰らせる。
氷の城にてエルサは自分がモンスターなのか悩み、どうしたら嵐を止めることができるのか、自分が死ねば嵐は終わるのかそれともさらに酷くなるのか困惑する("Monster")。エルサは嵐を止めるために生き続けることを決心し、城壁を低くしハンス王子とその部下に捕まえられるようにしてしまう。アレンデール王国において、アナはハンス王子のもとに届けられるが、ハンス王子はキスすることもなく、エルサを犯人としてアナを凍死させアレンデール王国の王座を手に入れる計画を明かす("Hans of the Southern Isles" (reprise 2))。ハンス王子はアナが死ぬまで閉じ込め、アナは愛とは何かを考えながら自分の過ちに気付く("True Love")。オラフはアナを助け、吹雪の中、オラフはアナを愛するクリストフにアナを連れていく。
ハンス王子はエルサを反逆罪で告発し、死刑判決を宣告する。嵐が激しくなる中、エルサは鎖を解いて逃げる("Colder by the Minute")。クリストフとアナはなかなかお互いを見つけることができない。ハンス王子はエルサと対峙してアナ殺害を責めると、エルサは気落ちし嵐はやむ。ようやくアナはクリストフを見つけるが、ハンス王子がエルサを殺そうとしていることに気付く。アナはエルサを庇い凍り付き、ハンス王子を止める。酷く落胆したエルサは嘆き悲しむと、「真実の愛」による自己犠牲を果たしたアナの氷が解ける。エルサの魔法が愛により制御されたことに気付き、エルサは冬を終わらせる("Vuelie (Love Thaws)")。アナはハンス王子を思い切り殴り、その後クリストフとカップルとなりエルサは2人を祝福する。エルサとアナはわだかまりなく仲直りし、両親と若い頃のエルサとアナが投影され、姉妹のつらい過去を癒す印となる(Finale)。

## 使用楽曲
特別な記載がない限り全ての楽曲はクリステン・アンダーソン＝ロペスとロバート・ロペスによるものである。
| 第1幕 - "Vuelie"†‡ – カンパニー (作詞作曲：クリストフ・ベック、Frode Fjellheim) - "Let the Sun Shine On" – 幼いアナ、幼いエルサ、国王、女王、国民 - "A Little Bit of You" – 幼いエルサ、幼いアナ - "Hidden Folk" – 女王、パビー、幼いエルサ、国王、カンパニー - "Do You Want to Build a Snowman?"† – 幼いアナ、アナ、エルサ - "For the First Time in Forever"† – アナ、エルサ、国民 - "Hans of the Southern Isles" – ハンス - "Dangerous to Dream" – エルサ、国民 - とびら開けて "Love Is an Open Door"† – アナ、ハンス - "Reindeer(s) Are Better Than People"† – クリストフ - "What Do You Know About Love?" – アナ、クリストフ - "In Summer"† – オラフ - "Hans of the Southern Isles" (reprise) – ハンス、ウェセルトン、国民 - レット・イット・ゴー "Let It Go"† – エルサ | 第2幕 - "Hygge" – オーケン、クリストフ、アナ、オラフ、家族、友人 - "I Can't Lose You"∞ – アナ、エルサ - "Fixer Upper"† – バルダ、パビー、オラフ、トロール - "Kristoff Lullaby" – クリストフ - "Monster" – エルサ、ハンス、男たち - "Hans of the Southern Isles" (reprise 2) – ハンス、アナ - "True Love" – アナ - "Colder by the Minute" – アナ、クリストフ、エルサ、ハンス、国民 - "Finale: Let It Go" (reprise) – カンパニー |

† 2013年の映画版『アナと雪の女王』で使用
‡ "Vuelie" Frode Fjellheim、クリストフ・ベック作曲
∞ 2020年2月に「"For the First Time in Forever"」のリプライズと変更で追加。

## 登場人物およびオリジナル・キャスト
| 登場人物       | ブロードウェイ (2018年)                       | 全米ツアー (2019年)                           | ウェスト・エンド (2021年)                                                     |
| -------------- | --------------------------------------------- | --------------------------------------------- | ----------------------------------------------------------------------------- |
| アナ           | パティ・ムリン                                | キャロライン・インナービクラー                | ステファニー・マッキーン                                                      |
| エルサ         | ケイシー・リーヴァイ                          | キャロライン・ボウマン                        | サマンサ・バークス                                                            |
| クリストフ     | ジェラニ・アラディン                          | メイソン・リーヴス                            | Obioma Ugoala                                                                 |
| ハンス         | ジョン・リドル                                | オースティン・コルビー                        | オリヴァー・オームソン                                                        |
| オラフ         | グレッグ・ヒルドレス                          | F・マイケル・ヘイニー                         | クレイグ・ギャリヴァン                                                        |
| パビー         | ティモシー・ヒューズ                          | タイラ―・ジメネス                             | ジョシュア・セント・クレア                                                    |
| ウェセルトン   | ロバート・クレイトン                          | ジェレミー・モーゼ                            | リチャード・フレイム                                                          |
| オーケン       | ケヴィン・デル・アギラ                        | マイケル・ミルカネン                          | ジャック・スケリー                                                            |
| スヴェン       | アンドリュー・ピロジー アダム・ジェプセン     | コリン・バハ エヴァン・ストランド             | アシュリー・バーコール ミケイラ・ジェイド                                     |
| ヤング・アナ   | オードリー・ベネット マティア・コンフォーティ | ステラ・コブ アーウェン・モンゾン・サンダース | サマー・ベストン アサンダ・アビー・マシク カノン・ナルミ エリ―・シェンカー    |
| ヤング・エルサ | ブルックリン・ネルソン アイラ・シュワルツ     | アリッサ・キム ジェイデン・クライン           | ミナイ・K ティリー・レイ・ベイヤ― フレイヤ・スコット サーシャ・ワトソン・ロボ |
| イデュナ女王   | アン・サンダース                              | マリナ・コンドー                              | ジャッキー・サンチェス                                                        |
| アグナ―国王    | ジェイムス・ブラウン3世                       | カイル・ラマー・ミッチェル                    | ゲイブリエル・モカケ                                                          |
| バルダ         | オリヴィア・フィリップ                        | ブリット・ウエスト                            | エミリー・メイ                                                                |

### ブロードウェイでの主な代役
- オラフ – ライアン・レッドモンド (2019年2月19日 – 2020年3月11日)[53]
- エルサ – シアラ・レニー (2020年2月18日 – 2020年3月11日)[54]
- アナ – マッケンジー・カーツ (2020年2月18日 – 2020年3月11日)[54]
- ハンス – ライアン・マッカータン (2020年2月18日 – 2020年3月11日)[54]

## レコーディング
ブロードウェイ開幕前、2018年2月に『"Monster"』、2018年3月に『"What Do You Know About Love"』、『"Dangerous to Dream"』、『"True Love"』の計4曲がデジタル配信された。2018年5月11日、オリジナル・ブロードウェイ・キャスト・アルバムがデジタル配信され、6月8日、CDとしてリリースされた。レコーディングにおいて、オーケストラは当初の21名から弦楽器奏者22名を含む44名に増員された。このアルバムには、ブロードウェイでカットされた『"When Everything Falls Apart"』がボーナストラックとして収録された。

## 受賞歴

### オリジナル・ブロードウェイ・プロダクション
| 年   | 賞                       | 部門                 | ノミネート者                                       | 結果       |
| ---- | ------------------------ | -------------------- | -------------------------------------------------- | ---------- |
| 2018 | ドラマ・デスク・アワード | ミュージカル男優賞   | ジェラニ・アラディン                               | ノミネート |
| 2018 | ドラマ・デスク・アワード | パペット・デザイン賞 | マイケル・カリー                                   | 受賞       |
| 2018 | トニー賞                 | ミュージカル作品賞   | ミュージカル作品賞                                 | ノミネート |
| 2018 | トニー賞                 | ミュージカル脚本賞   | ジェニファー・リー                                 | ノミネート |
| 2018 | トニー賞                 | オリジナル楽曲賞     | ロバート・ロペス、クリステン・アンダーソン＝ロペス | ノミネート |

### オリジナル・ウェスト・エンド・プロダクション
| 年   | 賞                       | 部門                   | ノミネート者             | 結果       |
| ---- | ------------------------ | ---------------------- | ------------------------ | ---------- |
| 2022 | ローレンス・オリヴィエ賞 | 新作ミュージカル作品賞 | 新作ミュージカル作品賞   | ノミネート |
| 2022 | ローレンス・オリヴィエ賞 | ミュージカル主演女優賞 | ステファニー・マッキーン | ノミネート |
| 2022 | ローレンス・オリヴィエ賞 | 衣装デザイン賞         | クリストファー・オラム   | ノミネート |
| 2022 | ローレンス・オリヴィエ賞 | 照明デザイン賞         | ニール・オースティン     | ノミネート |